# Jere Burns
Jerald Eugene "Jere" Burns II (uttalas "Jerry"), född 15 oktober 1954 i Cambridge i Massachusetts, är en amerikansk skådespelare, som bland annat har medverkat i en del olika produktioner inom teater och TV. Bland hans andra rollinsatser märks också DIA-psykiatrikern Anson Fullerton i TV-serien Burn Notice, samt Dixie Mafia-mellanmannen Wynn Duffy, i den andra TV-serien Justified.
Burns var mellan åren 1982 och 1996 gift med Melissa Keeler, med vilken han fick dottern Gillian och sönerna Jake och Luke. Han var därefter gift med skådespelerskan Kathleen Kinmont mellan åren 1997 och 1999, men fick dessvärre aldrig några barn med henne. Han gifte sig sedan en tredje gång med Leslie Cohen under år 2008, och fick tillsammans med henne en son vid namn Henry. Äktenskapet med den tredje hustrun upplöstes sedan under år 2018.

## Filmografi (i urval)

### Filmer
- 1986 – Let's Get Harry
- 1989 – Hit List
- 1989 – Utbränd
- 1998 – Min jätte
- 2001 – Crocodile Dundee i Los Angeles
- 2008 – Otis
- 2011 – Prom
- 2015 – Funhouse Massacre
- 2018 – Game Over, Man!
- 2018 – Superhjältarna 2 (röst)

### TV-serier
- 1984 – Spanarna på Hill Street (TV-serie)
- 1985 – Street Hawk (TV-serie)
- 1985 – Hunter (TV-serie)
- 1986 – Remington Steele (TV-serie)
- 1987–1988 – Max Headroom (TV-serie)
- 1987 – Brottets väg (TV-serie)
- 1988 – Rättvisans män (TV-serie)
- 1999 – Hämnd AB (TV-serie)
- 1999 – Just Shoot Me! (TV-serie)
- 2000 – Life-Size (TV-serie)
- 2000 – En andra chans (TV-serie)
- 2000 – För kärleks skull (TV-serie)
- 2000 – Touched by an Angel (TV-serie)
- 2002 – Sabrina tonårshäxan (TV-serie)
- 2002 – Firman (TV-serie)
- 2004–2007 – Kim Possible (TV-serie) (röst)
- 2005 – 8 Simple Rules (TV-serie)
- 2005 – Las Vegas (TV-serie)
- 2006 – The War at Home (TV-serie)
- 2006 – Kungen av Queens (TV-serie)
- 2006 – Will & Grace (TV-serie)
- 2006–2008 – Boston Legal (TV-serie)
- 2008 – Psych (TV-serie)
- 2008 – Jims värld (TV-serie)
- 2009 – CSI: Crime Scene Investigation (TV-serie)
- 2010 – The Good Guys (TV-serie)
- 2010–2015 – Justified (TV-serie)
- 2010–2011 – Breaking Bad (TV-serie)
- 2011–2012 – Burn Notice (TV-serie)
- 2012 – Hawaii Five-0 (TV-serie)
- 2013 – Bates Motel (TV-serie)
- 2013 – Grey's Anatomy (TV-serie)
- 2015 – Last Man Standing (TV-serie)
- 2015 – Suits (TV-serie)
- 2015 – From Dusk Till Dawn: The Series (TV-serie)
- 2016 – Major Crimes (TV-serie)
- 2016–2018 – Angie Tribeca (TV-serie)
- 2017–2018 – American Dad! (TV-serie) (röst)
- 2017–2018 – I'm Dying Up Here (TV-serie)
- 2018 – Arkiv X (TV-serie)
- 2019 – The Cool Kids (TV-serie)[2]
- 2019 – Lucifer (TV-serie)
- 2019 – The Detour (TV-serie)
- 2019–2021 – All Rise (TV-serie)
- 2020 – Dead to Me (TV-serie)
- 2022–2023 – NCIS: Los Angeles (TV-serie)
- 2024 – Death and Other Details (TV-serie)